# IP spoofing
IP spoofing – termin określający fałszowanie źródłowego adresu IP w wysyłanym przez komputer pakiecie sieciowym. Takie działanie może służyć ukryciu tożsamości atakującego (np. w przypadku ataków DDoS), podszyciu się pod innego użytkownika sieci i ingerowanie w jego aktywność sieciową lub wykorzystaniu uprawnień posiadanych przez inny adres (atak wykorzystany przez Kevina Mitnicka w celu dostania się do komputera Tsutomu Shimomury).
Obecnie ataki tego typu są w pewnym stopniu udaremniane przez filtrowanie wprowadzone przez niektórych dostawców usług internetowych, a także stosowanie kryptograficznych zabezpieczeń komunikacji i trudnych do odgadnięcia początkowych numerów sekwencyjnych TCP/IP. Ataki DoS na usługi TCP/IP mogą być dodatkowo ograniczone mechanizmem SYN cookies.